# August Zientara
August Zientara (ur. 22 marca 1870 w Likusach, obecnie dzielnica Olsztyna, zm. 21 stycznia 1947 w Brąswałdzie) – działacz polski na Warmii.

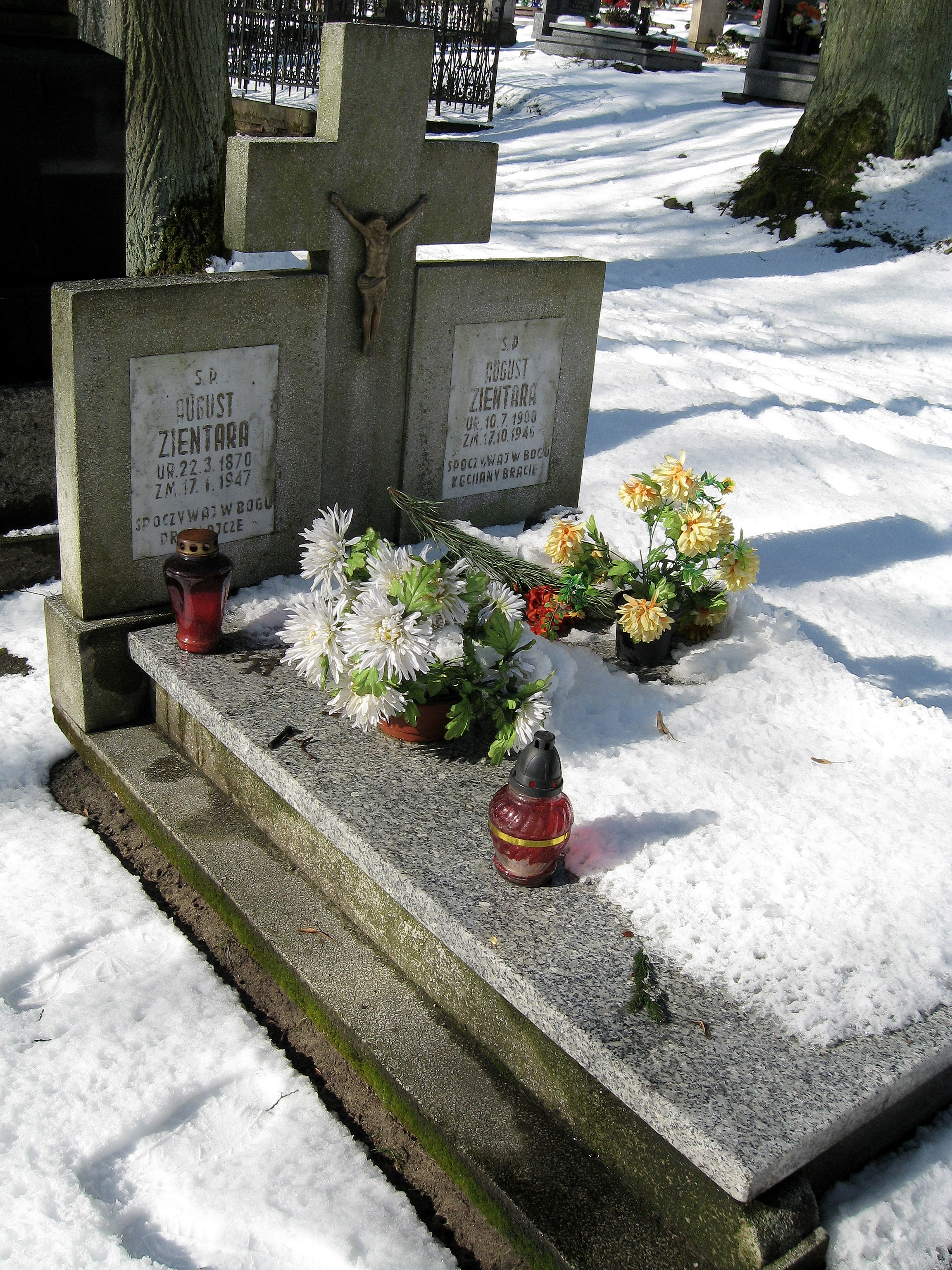
Grób Augusta Zientary (i syna, również Augusta) na cmentarzu w Brąswałdzie

Zientara mieszkał w Brąswałdzie koło Olsztyna, gdzie utrzymywał się z pracy na roli i murarstwa. Należał do kilku polskich organizacji i stowarzyszeń na ziemi warmińskiej, m.in. wchodził w skład Rady Nadzorczej Banku Ludowego w Olsztynie. W latach 1919–1920 pełnił obowiązki męża zaufania Warmińskiego Komitetu Plebiscytowego. Później był mężem zaufania IV Dzielnicy Związku Polaków w Niemczech. 
Z małżeństwa z Franciszką z domu Kraska miał dziewięcioro dzieci. Syn August (ur. 10 lipca 1900 w Brąswałdzie, zm. 17 listopada 1946 w Brąswałdzie) działał w miejscowym Towarzystwie Młodzieży oraz podobnie jak ojciec był mężem zaufania IV Dzielnicy Związku Polaków w Niemczech. Córka Maria (ur. 4 września 1894 w Brąswałdzie, zm. 2 października 1984 w Olsztynie) była również znaną działaczka warmińską, poetką i nauczycielką.
Obaj Augustowie Zientarowie pochowani zostali na cmentarzu w Brąswałdzie.